# Castello Giudiziario di Derby
Das Castello Giudiziario di Derby (auch Castello Giudiziale oder Casaforte di Derby, französisch Château judiciaire de Derby) ist ein Festes Haus und war im Mittelalter das Justizzentrum der geistlichen Herrschaft von Derby, heute einem Ortsteil von La Salle im Aostatal. Es ist nur eines der festen Häuser in Derby, zusammen mit dem Castello Notarile di Derby eines der erhaltenswerten.

## Geschichte

Die Gerichtsburg Derby auf einem alten Foto

Das im 13. Jahrhundert gebaute Haus gehörte ursprünglich den Kanonikern von Aosta, aber man weiß nicht, ob dies die Kanoniker des Kollegiatstiftes Sankt Ursus oder die von der Kathedrale von Aosta waren.

## Beschreibung

Grundriss der Gerichtsburg im Juli 1936 (Carlo Nigra)

Die Burg zeigt sich als massiges Gebäude mit quadratischem Grundriss und drei Stockwerken; es gibt Reste einer Umfassungsmauer (oder einer Einfriedung) mit einem Kreissegment-Eckturm, der einige Schießscharten aufweist: Laut Carlo Nigra nimmt man an, dass es ursprünglich vermutlich zwei Ecktürme gab.
Der nur um ein paar Fuß erhöhte Eingang wird durch ein Fallgatter geschützt. Ursprünglich waren die verschiedenen Stockwerke nur über eine Kapuzinertreppe erreichbar. Die Wendeltreppe wurde später eingebaut.
In den Kellern, die als Gefängnis ausgebaut waren, wurden Straftäter vor Gericht gestellt und hier belassen, wenn man sie für schuldig befand. Zu den Rechtsverstößen, für die man vor Gericht gestellt werden konnte, wird auch der Holzdiebstahl erwähnt.
Der Sage nach soll ein unterirdischer Gang der Gerichtsburg zum Notarschloss Derby in derselben Straße führen.
Heute ist das Gebäude ein Bauernhof.